# Cultura della ceramica a pettine

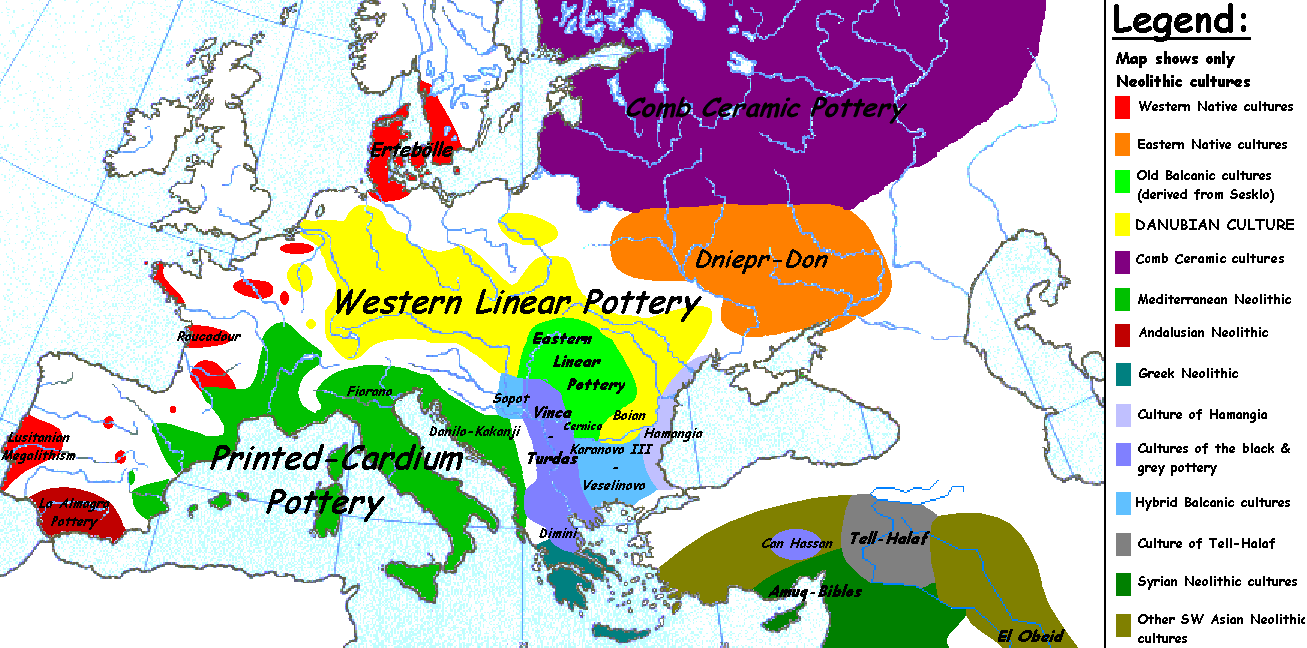
Periodo Neolitico

La cultura della ceramica a pettine o cultura del vasellame a pettine e buchi fu una cultura nord-orientale del Neolitico in Europa. Essa esistette dal 4200 a.C. circa fino al 2000 a.C. circa Il nome deriva dal più comune tipo di decorazione realizzato sulle sue ceramiche, che danno l'impressione delle impronte di un pettine.

## Distribuzione
I manufatti rinvenuti sono distribuiti nella zona tra la Finnmark (Norvegia) a nord, il fiume Kalix (Svezia) e il golfo di Botnia (Finlandia) ad ovest e la Vistola (Polonia) a sud.
Ad oriente la "ceramica a pettine" della Russia nord-occidentale viene a fondersi in un continuum di stili similari estendendosi verso le zone montuose degli Urali.
Verrebbe infine ad includere, fra le altre, la cultura di Narva in Estonia e la cultura di Sperrings in Finlandia. Si è pensato che i popoli di questa cultura siano stati essenzialmente cacciatori-raccoglitori, sebbene la cultura di Narva in Lituania, per esempio, mostri alcune tracce di agricoltura.
Alcune popolazioni di questa regione vennero assorbite dal successivo orizzonte della cultura della ceramica cordata.

## Ceramiche

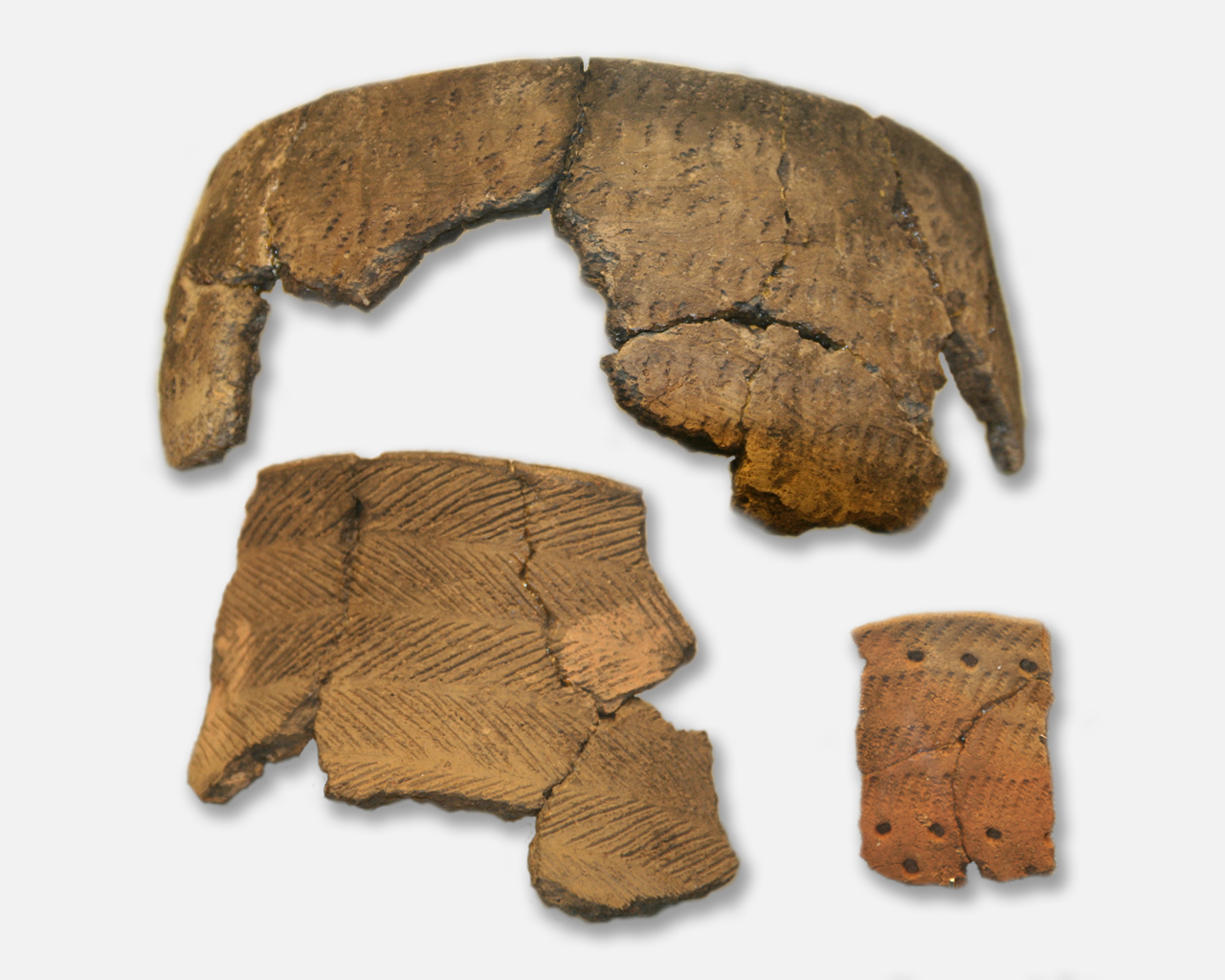
Frammenti di ceramica del 4000-2000 a.C.

Le ceramiche sono costituite da grandi vasi che arrotondati o appuntiti nella parte inferiore, con una capacità che va dai 40 ai 60 litri. Le forme dei contenitori restano immutate ma variano le decorazioni.
Per la datazione, le ceramiche sono state tradizionalmente suddivise nei seguenti periodi: 
- "antico" (Ka I, 4200 a.C. circa - 3300 a.C. circa),
- "tipico" (Ka II, 3300 a.C. circa - 2700 a.C. circa)

- "tardo" (Ka III, 2800 a.C. circa - 2000 a.C. circa).

Tuttavia, le date misurate tramite il metodo del carbonio-14, riguardo ai frammenti ceramici rinvenuti del "vasellame a pettine", per esempio nell'istmo di Carelia, forniscono un intervallo complessivo che va dal 5600 a.C. al 2300 a.C..
Tra i molti stili di "vasellame a pettine e fori" ce n'è uno che fa uso delle caratteristiche dell'asbesto: ceramica di asbesto. Altri stili sono per esempio la ceramica di Pyheensilta, Jäkärlä, Kierikki, Pöljä e Säräisniemi con le loro rispettive suddivisioni. Con la denominazione di ceramiche di Sperrings s'intendono le ceramiche più recenti della "cultura del vasellame a pettine" (Ka I:2) trovato in Finlandia.

## Abitazioni
Gli insediamenti erano localizzati sulle coste o presso i laghi e l'economia era basata su caccia, pesca e raccolta di piante. In Finlandia ci fu una cultura marittima che divenne sempre più specializzata nella caccia alle foche. La dimora principale era probabilmente il teepee di circa 30 metri quadrati dove potevano vivere una quindicina di persone. Anche le case in legno rettangolari divennero popolari in Finlandia dal 4000 a.C. in poi. Le tombe erano scavate negli insediamenti e i cadaveri venivano coperti con ocra rossa. La tipica "età della ceramica a pettine" mostra un uso estensivo di oggetti fatti di selce e ambra come quelli delle offerte funerarie.

## Utensili
Gli utensili in pietra mutano molto poco nel tempo, essendo costituiti di materiali locali quali per es. ardesia e quarzo. I reperti suggeriscono una completa ed estesa rete di scambio: l'ardesia rossa proveniente dalla Scandinavia settentrionale, l'asbesto dal lago di Saimaa, l'ardesia verde dal lago di Onega, l'ambra dai litorali meridionali del mar Baltico e la selce dalle colline del Valdai nella Russia nord-occidentale.

## Arte
La cultura era caratterizzata da piccole statuette d'argilla bruciata e teste teriomorfiche in pietra (di solito raffiguranti alci e orsi) derivate dall'arte del mesolitico. Ci furono anche molte pitture rupestri.

## Lingua
Si è ipotizzato che le popolazioni della "cultura del vasellame a pettine" parlassero una lingua uralica e fossero predecessori delle tribù di lingua ugro-finnica. Non si crede, ad ogni modo, che possano aver parlato una lingua indoeuropea. D'altra parte, alcuni toponimi e idronimi potrebbero, in alcune aree, indicare anche una lingua operante non-uralica e non-indoeuropea.

## Fonti
- Nationalencyklopedin
- James P. Mallory, "Pit-Comb Ware Culture", Encyclopedia of Indo-European Culture, Fitzroy Dearborn, 1997.